# Die Millionen-Falle
Die Millionen-Falle war die schweizerische Version der britischen Quizsendung The Million Pound Drop, die in Deutschland von Oktober 2010 bis August 2013 unter dem Namen Rette die Million! im ZDF zu sehen war. Die Sendung wurde von René Rindlisbacher moderiert und erstmals am 4. Juli 2011 auf dem Fernsehsender SRF 1 ausgestrahlt.
Am 29. Juni 2015 wurde die letzte Folge ausgestrahlt. Laut Rolf Tschäppät, damaliger Bereichsleiter Comedy und Quiz beim SRF, habe nicht jede Sendung die gleiche Lebensdauer. Das Publikumsinteresse habe nach rund 80 Ausgaben nachgelassen.

## Produktion der Sendung
Die ersten beiden Staffeln der Sendung wurden im Studio der deutschen Version in Köln aufgezeichnet. Seit der dritten Staffel wurde die Sendung in einem nachgebauten Studio in Zürich produziert.

## Konzept
Die Spielregeln von Die Millionen-Falle und Rette die Million! waren identisch. Die maximale Gewinnsumme betrug eine Million Schweizer Franken.